# Delamare-Deboutteville
Delamare-Deboutteville est une entreprise automobile française fondée par Édouard Delamare-Deboutteville.

## Production

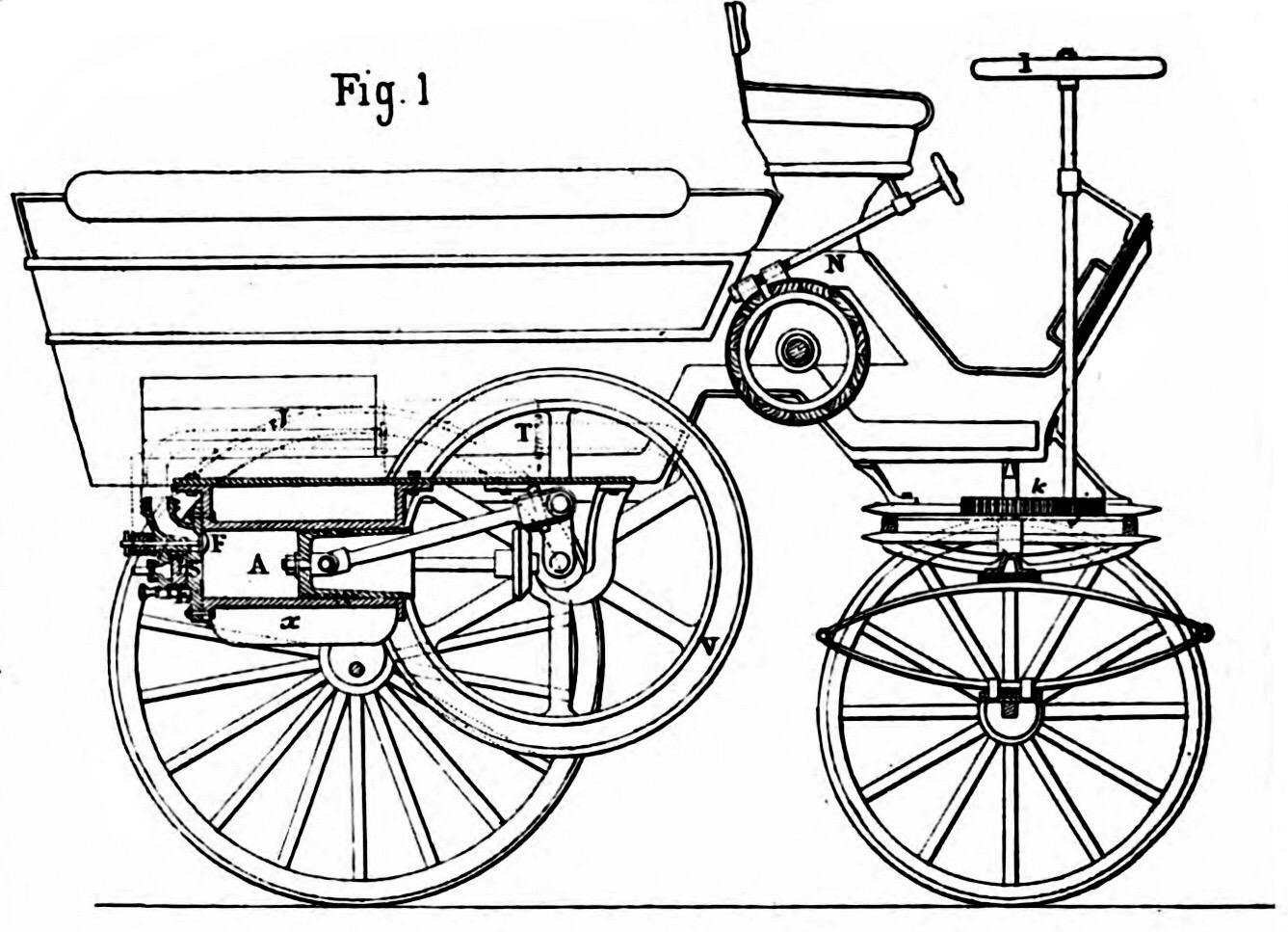
Delamare-Deboutteville vue latérale (1894).

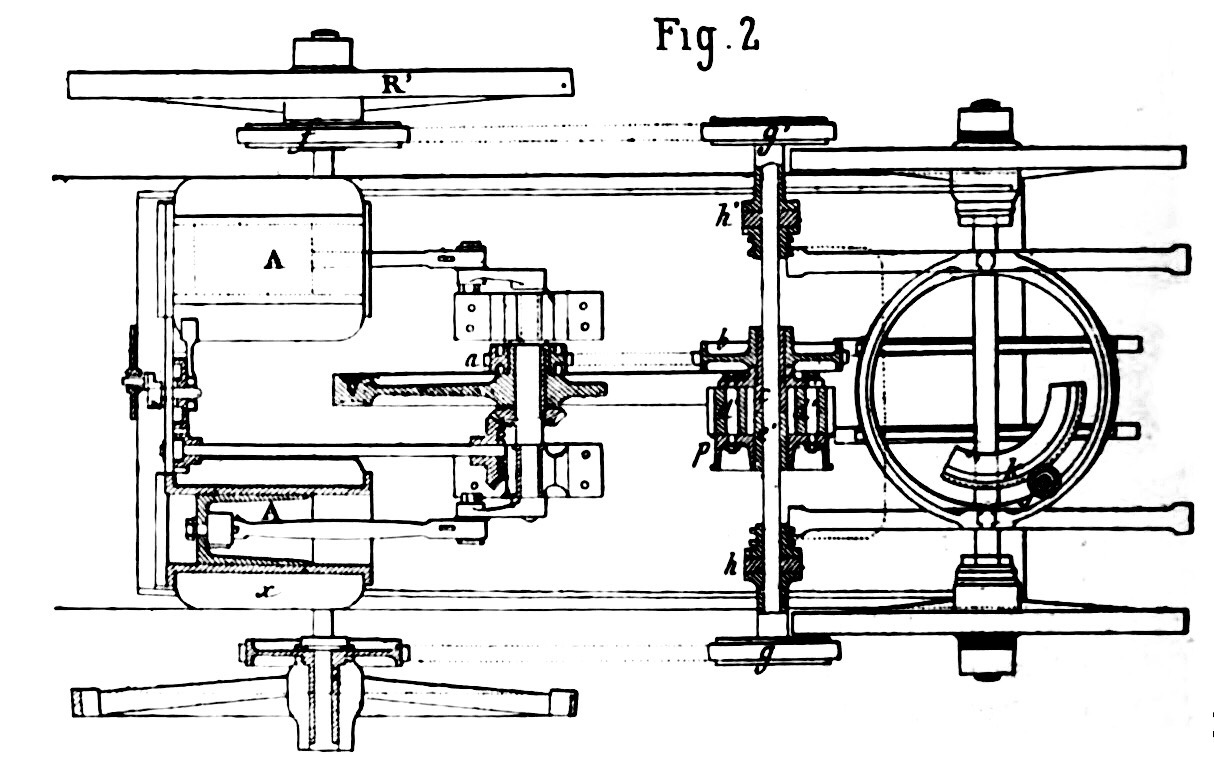
Delamare-Deboutteville vue plan (1894).

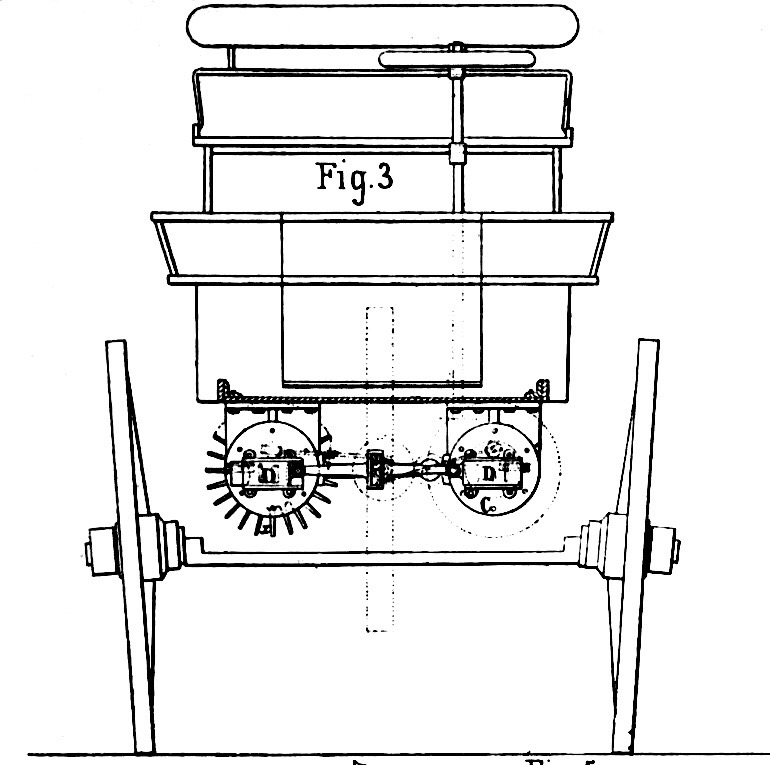
Delamare-Deboutteville vue derrière (1894).

L’entreprise basée à Fontaine-le-Bourg a commencé à produire des automobiles en 1883. L’usine était située dans la filature de Montgrimont. Le nom de marque était Delamare-Deboutteville. Édouard Delamare-Deboutteville  est né à Rouen le 8 février 1856 et mort le 17 février 1901 au château de Montgrimont à Fontaine-le-Bourg (Seine-Inférieure). Avec son assistant Léon Charles Paul Malandin, il développe d’abord un tricycle à moteur thermique. La même année, en 1883, ils ont mis au point un camion, qui a été breveté le 12 février 1884. Son propre moteur à essence deux cylindres à quatre temps avec un alésage de 150 mm, une course de 230 mm et une cylindrée de 8129 cm³ produisait environ 8 ch à 250 tr/min. Le véhicule mesurait 275 cm de long, 165 cm de large et 205 cm de haut. Lors des premiers essais, le véhicule présentait de graves défauts, notamment un châssis cassé : la construction du véhicule a été interrompue en 1887 après un certain nombre de déboires. Pour autant que l’on sache, le véhicule n’a eu aucune influence sur les développements d’autres constructeurs automobiles et, malgré sa date précoce, n’est pas considéré comme la première automobile de l’histoire. Une réplique du véhicule de 1984 était exposée au Musée des arts et métiers de Paris. En 1887, la construction de véhicules a été arrêtée. Après 1887, Édouard Delamare-Deboutteville a continué à produire des moteurs et a fusionné avec la société Schneider .